# 巴略
巴略（法語：Baslieux，法語發音：[baljø]）是法国默尔特-摩泽尔省的一个市镇，属于布里埃区。

## 地理
巴略（49°26'0"N, 5°45'33"E）面积10.17 平方千米，位于法国大東部大區默尔特-摩泽尔省，该省份为法国东北部内陆省份，是洛林的一部分，北邻比利时、卢森堡，北起顺时针与摩泽尔省、下莱茵省、孚日省和默兹省接壤。
与巴略接壤的市镇（或旧市镇、城区）包括：巴扎耶、布瓦蒙、舍尼耶尔、栋库尔莱隆吉永、莱镇、皮埃尔蓬、于尼、蒙图瓦城。

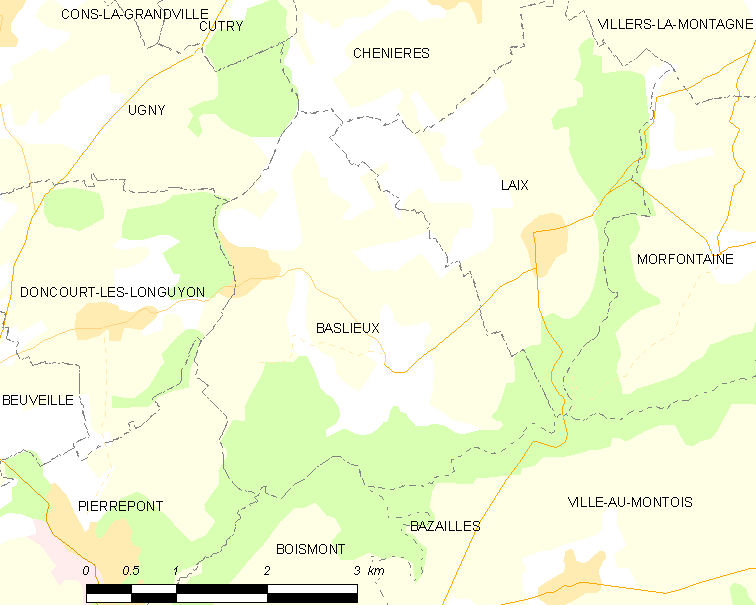
巴略的OSM定位图

巴略的时区为UTC+01:00、UTC+02:00（夏令时）。

## 行政
巴略的邮政编码为54620，INSEE市镇编码为54049。

## 政治
巴略所属的省级选区为蒙圣马丹县。

## 人口

1962-2008年间巴略人口变化图示

巴略于2022年1月1日时的人口数量为520人。